# Taureau Farnèse

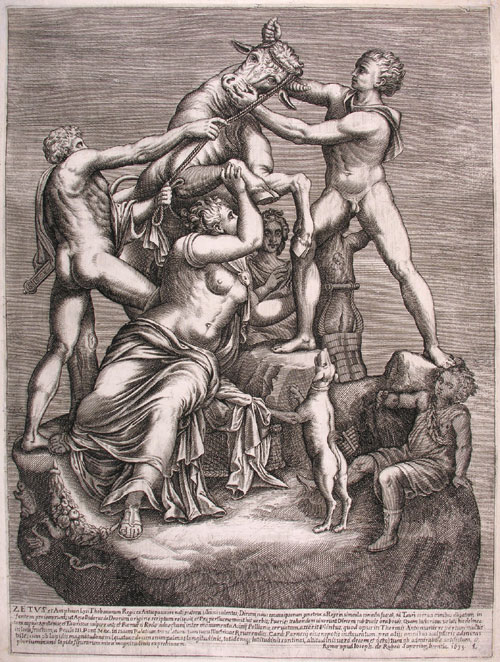
Gravure de 1633.

Le Taureau Farnèse est le nom d'un groupe statuaire en marbre retrouvé lors de fouilles archéologiques, entreprises par le pape Paul III (Alexandre Farnèse) dans les thermes de Caracalla, à Rome, en 1546. Anciennement dans la collection Farnèse à Rome, c'est une copie romaine massive élaborée d'une sculpture hellénistique, la plus grande sculpture unique récupérée de l'Antiquité.
Avec le reste des Antiquités Farnèse, le groupe se trouve depuis 1826 dans la collection du Musée archéologique national de Naples, inv. no 6002, bien que ces dernières années, il a parfois été installé au Musée de Capodimonte dans la même ville. La sculpture de Naples est très restaurée et comprend autour de la base un enfant, un chien et d'autres animaux qui ne figurent apparemment pas dans la composition originale, ajoutés dans les années 1500 ou 1700, connue à partir de versions dans d'autres médias.

## Thème
Le groupe sculptural colossal représente le mythe empreint d'une forte composante dionysiaque de Dircé, première épouse de Lycos (frère de Nyctée), roi de Thèbes qui fut attachée à un taureau sauvage par Amphion et Zéthos, les fils d'Antiope, aimée par Zeus qui avait pris l'apparence d'un satyre, qui voulaient punir Dircé des mauvais traitements infligés à leur mère, Dircé ayant donné l'ordre que sa belle-sœur soit tuée en la faisant attacher au ventre d'un taureau. Chassée par son père Nyctée, Antiope vécut en esclavage chez son oncle Lycos, subissant les maltraitances continuelles de son épouse Dircé, jalouse de sa beauté. Au cours d'une fête donnée en l'honneur de Dionysos sur le mont Cithéron, les jumeaux Amphion et Zéthos attachèrent Dircé aux cornes d'un taureau, qui la traîna, disloquant son corps sur les rochers. Les jumeaux sauvèrent leur mère de son terrible destin et en vengèrent les funestes adversités,.
Le groupe sculptural représente le moment où Dircé, attachée par ses cheveux à une des cornes du taureau furieux par les fils d'Antiope, va être précipitée dans la mer du haut d'un rocher ; une autre femme, représentant peut-être Antiope, et un jeune berger (peut-être la personnification du mont Cithéron où se déroule la tragédie du fait de la couronne et de la guirlande de lierre qu'il porte en bandoulière), accompagnés d'un chien, assistent à ce spectacle. Le même sujet est également représenté dans une fresque de la maison des Vettii à Pompéi.

## Histoire
Pline l'Ancien, attribue la version principale de cette œuvre, sculptée dans un seul bloc de marbre, aux frères jumeaux rhodiens Tauriscos et Apollonios de Tralles à la fin du IIe siècle av. J.-C.. Il précise qu'elle a été importée de Rhodes à Rome par l'homme politique romain Caius Asinius Pollio qui a vécu entre la République romaine et le Principat, qui l'a exposée avec d'autres œuvres d'art dans l'Atrium Libertatis à partir de la fin du Ier siècle av. J.-C..
Il a été avancé que la sculpture notée par Pline l'Ancien dans son Histoire naturelle ne pouvait pas être le taureau Farnèse, qui est plutôt une version romaine du IIIe siècle, spécialement conçue pour les thermes de Caracalla,,. D'autres érudits contestent cela, arguant que puisque l'œuvre était à l'origine située dans les jardins voisins des Horti Asiniani que la famille Pollio possédait, avoir commandé une copie spécifiquement pour les thermes aurait signifié que les deux pièces auraient été exposées à proximité. De plus, les petites touffes de poils sur le taureau et les plis nets des vêtements d'Antiope et du manteau de Dircé datent l'œuvre de la période sévérienne (IIIe siècle).
Le groupe est mis au jour à l'état fragmentaire en 1546 lors de fouilles au gymnase des thermes romains de Caracalla, commandées par le pape Paul III dans l'espoir de trouver des sculptures antiques pour orner le palais Farnèse, la somptueuse résidence de la Maison Farnèse à Rome. Cette sculpture est datée de la période de Sévère Alexandre (222-235).
Contrairement aux découvertes de l'Hercule Farnèse et de l'Hercule Latin de cette fouille, qui ont été documentées quant à leur emplacement, la seule référence à cet ensemble provient d'une gravure de 1595 par Étienne Dupérac des ruines des thermes, montrant la fin de la palestre est, qui déclare : « ... à l'époque de Paul III, de nombreux beaux fragments de statues et d'animaux ont été trouvés qui étaient tous d'un seul tenant dans l'Antiquité... et le cardinal Farnèse l'avait [il] érigé maintenant dans son palais. ».
Il faut environ trente années pour que Guglielmo della Porta d'abord, et son élève Giovanni Battista dei Bianchi ensuite, puisse venir à bout de son iconographie complexe, effectuant de très nombreuses retouches et restaurant ainsi l'œuvre plus ou moins telle qu'elle est visible aujourd'hui. Dans un inventaire de 1566, le groupe statutaire est dénommé « La Montagne au taureau avec quatre grands personnages » qui préfigure son appellation plus tardive adoptée par la suite de « Montagne de marbre ». C'est probablement lors de sa restauration, comme en témoigne la première fois une gravure de Roberto da Borgo di Sansepolcro datée de 1579, que l'on put reconnaitre le mythe d'Amphion et Zéthos attachant la perfide Dircé à un taureau en furie.
L'impression suscitée par la découverte de l'œuvre auprès des artistes et des hommes de lettres fut véritablement extraordinaire, et semblable à bien des égards à celle causée, quelques années auparavant, par la découverte du Laocoon. Sa célébrité est attestée par de nombreuses gravures et reproductions de petit format, d'abord réalisées en bronze, puis, à partir du XVIIIe siècle, également en porcelaine.

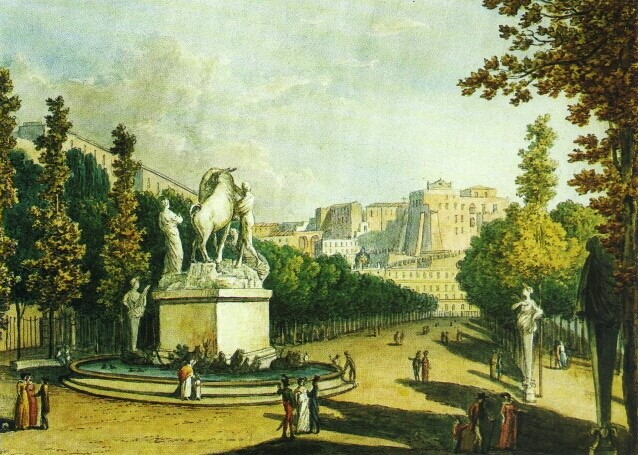
Le Taureau Farnèse dans la Villa Reale de Naples.

L'ensemble a subi une importante restauration au XVIe siècle, lorsque Michel-Ange a prévu de l'utiliser comme fontaine en l'installant au centre d'un jardin entre le palais Farnèse et la villa Farnesina. Il aurait également pu être adapté à cet usage peu de temps après sa découverte, ce qui est étayé par des descriptions de l'époque de la Renaissance.
Placé lors de sa découverte dans la cour du palais Farnèse (qui lui donne ainsi son nom), sa célébrité lui vaut une offre d'achat par Louis XIV, en vain. D'autres restaurations sont faites aux XVIIIe et XIXe siècles. À partir de la fin du XVIIIe siècle, quand une étude archéologique plus précise souligne la difficulté d'apprécier une œuvre qui aurait subi tant de retouches, l'intérêt qu'il suscite décline rapidement. Il est finalement mis à l'abri dans un entrepôt avant d'être donné en dot à l'héritière de la famille, Élisabeth Farnèse, mariée au roi Philippe V d'Espagne. En 1788, il est transporté par voie maritime à Naples, escorté par un navire de guerre, et installé dans le jardin de la Villa Comunale de Naples (Villa Reale) comme ornement central d'une fontaine. Leur fils Charles III (roi d'Espagne), roi de Naples et de Sicile, en hérite ; le groupe est transféré au Musée archéologique national de Naples en 1826.
Les restaurations exécutées dans les années 1980 permettent de distinguer avec plus de précision les parties originelles de celles qui ont été retouchées, relançant l'attention de la critique pour l'œuvre.

## Description

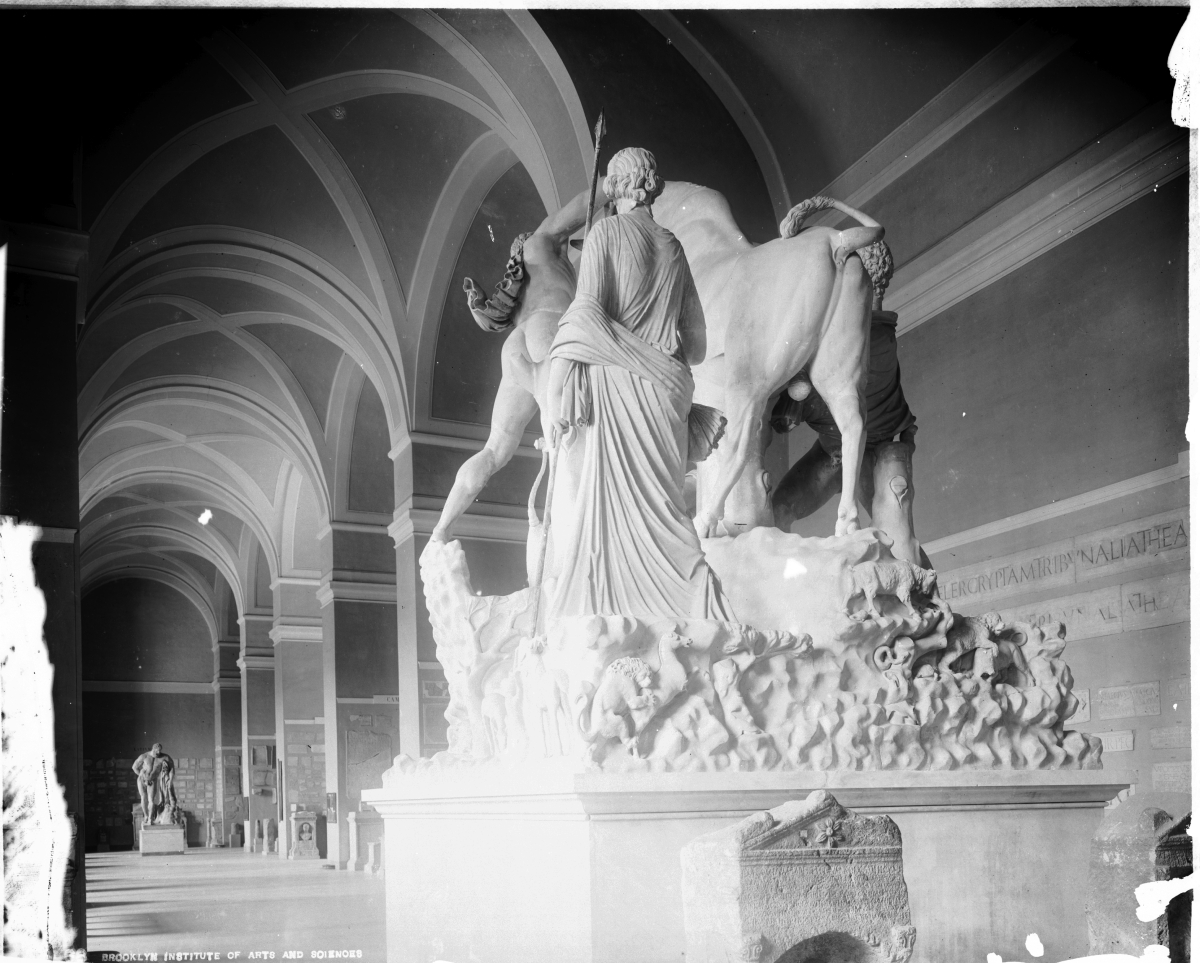
William Henry Goodyear, Le Taureau Farnèse au Musée archéologique de Naples en 1895.

Il s'agit de l'un des groupes les plus monumentaux que nous ait légués l'Antiquité classique, sculpté en ronde-bosse dans un seul bloc de marbre. En 1883, la sculpture originale est notée par Domenico Monaco, conservateur du Musée archéologique national de Naples, comme ayant été sculptée dans un bloc de marbre mesurant 3,66 × 2,75 m après ses restaurations ; le périmètre de l'œuvre est d'environ 3,3 m de chaque côté et de plus de 4 m de haut. Telle qu'elle est aujourd'hui, la sculpture pèse 21,8 tonnes.
Le taureau se dresse dans toute sa puissance au centre de la composition ; à ses pieds, Dircé implore la pitié des deux garçons situés de part et d'autre de l'animal ; l'un le tient par les cornes ; l'autre empoigne la corde avec laquelle il attachera la reine. Un personnage féminin au chiton transparent, qui représenterait Antiope, apparaît avec son thyrse à la main derrière le groupe ; un chien et le berger qui l'avait recueillie lorsqu'elle avait fui la cruauté de Dircé observent la scène.
La structure de type pyramidale est précise ; les diagonales des corps et des jambes convergent toutes vers la tête du taureau. Seule Dircé ne correspond peut-être pas au modèle original : sa torsion dramatique devait créer au sein du schéma pyramidal une tension ultérieure, en forme de flamme, qui rejoint la tête du taureau puissamment pliée entre les mains d'Amphion, au bout d'une série de mouvements tournoyants qui entraînent irrémédiablement les trois protagonistes de la scène.
La position du jeune berger et d'Antiope, apparemment présents en qualité de simples observateurs, diverge de la mise en scène dramatique. Tout comme la frise d'animaux disposée sur les côtés et sur la partie postérieure, ces éléments dilatent la construction en s'opposant à son effet pyramidal avec l'horizontalité d'un « récit » qui contraint le spectateur à faire le tour du groupe car, vu de face, Antiope est presque complètement cachée par le taureau et Amphion.
Même si le « Taureau » s'apparente dès sa réalisation à un monumental nymphée, il est vraisemblable qu'il n'en jaillissait pas d'eau, mais que cette montagne de marbre se reflétait, telle une île rocheuse, dans un miroir d'eau : elle est totalement visible sur trois cotés, sa face postérieure ne l'étant que partiellement et de façon oblique ; la frise d'animaux et de végétaux est exempte d'éléments en son centre, là où la vue est la moins évidente.

## Problématique de la datation
Les travaux de restauration ont permis de confirmer que, comme évoqué par Pline l'Ancien, le Taureau Farnèse a bien été réalisé ex oedem lapide, dans un seul bloc gigantesque de marbre, selon un modus operandi peu commun dans les ateliers grecs de l'époque. Les parties d'origine sont les suivantes : l'assise, la représentation d'animaux insérée entre les rochers au milieu d'une végétation rare, la quasi-totalité du jeune berger assis sur une couronne de pin (y compris sa tête, la seule du groupe qui ait été préservée), une partie du drapé de Dircé en contact avec le rocher et la ciste, les bustes de jumeaux et une partie de leurs cuisses, Antiope à l'exception de la tête, presque tout le taureau, sauf les pattes postérieures, les oreilles, les cornes et la queue. Un certain nombre de pièces manufacturées témoignent de la célébrité du schéma iconographique principal vers la fin de l'époque hellénistique et pendant toute la Rome impériale, et garantissent la très belle qualité de la restauration.
À partir du début du XXe siècle, à la suite de l'hypothèse de Franck Studniczka, les spécialistes s'accordèrent généralement pour dater le groupe de l'époque des Sévères, repoussant ainsi le lien entre les Horti Asiniani et les thermes de Caracalla. Mais cette hypothèse ne repose pas sur des bases solides. Aujourd'hui, la création du groupe est généralement située à l'époque de Claude, notamment par Bernard Andreae et Volker Michael Strocka. Cependant, la comparaison entre la tête du berger et celles des enfants du groupe du Laocoon d'Agésandros, Athanodoros et Polydore de Rhodes conservé aux Musées du Vatican, oblige à prendre en considération l'éventualité que le « Taureau » puisse avoir été réalisé vers la fin de l'époque hellénistique, et pas après la fin du Ier siècle av. J.-C. La ressemblance est en effet grande dans le traitement réservé aux chevelures, telles de grandes masses plastiques aux détails peu définis, dans la forme caractéristique, oblique et saillante, des sourcils, ou encore dans l'aspect plein des visages au menton large et arrondi. La plastique dense, riche en effets de couleur du drapé de Dircé, dont la surface est sillonnée d'ondulations presque imperceptibles, possède une qualité formelle difficilement égalée tant à l'époque des Sévère qu'à celle de Claude. Le chiton de Dircé, dont la vraie matrice est à rechercher dans des œuvres sculptées pendant l'époque hellénistique comme celle de l'autel de Magnésie du Méandre, a plus de similitudes avec des drapés de sculptures réalisées entre l'époque de Lucius Junius Silanus et le début de celle d'Auguste. Les plis du chiton d'Antiope au niveau de la ceinture et leur retroussement révèlent une grande qualité d'exécution. La technique maniériste appliquée aux roches, aux animaux et à la végétation est telle que ces éléments semblent faits d'une pâte souple et cireuse. Cette frise animalière est en parfaite harmonie avec les reliefs à caractère bucolique et champêtre de l'époque hellénistique et pourrait avoir été l'un des modèles des paysages bucoliques de l'époque des Antonins et des Sévère. Un relief remontant au début du IIe siècle av. J.-C., aujourd'hui conservé à Istanbul et provenant de Tralles, présente des similitudes avec la frise du Taureau Farnèse.
Si le Taureau Farnèse date de la fin de l'époque hellénistique, le groupe pourrait être attribué, comme on le supposa jusqu'à la fin du XIXe siècle, à Apollonius et Tauriscus de Tralles dont, cependant la date de naissance suscite des controverses. Des données contraignantes conduisent à délimiter l'activité de ces deux artistes avant la fin de la seconde moitié du Ier siècle av. J.-C. La collection de sculptures de Pollion comprenait de nombreuses œuvres d'artistes de la fin de l'époque hellénistique auxquels il avait peut-être lui-même demandé de décorer d'une façon plus achevée ses monuments avec des figures de la mythologie des bois et des eaux. Il est par conséquent vraisemblable qu'Apollonius et Tauriscus aient eux-aussi travaillé à la même époque.
Le Taureau Farnèse aurait été transporté à Rome depuis Rhodes, partie du butin de guerre de Cassius, l'un de ceux qui pillèrent l'île en 42 av. J.-C. Le groupe serait passé dans le mains d'Asinius Pollion après la bataille de Philippes grâce à l'intervention de son ami Marc Antoine. Cette hypothèse se base sur la présence à Naxos d'une représentation semblable du supplice de Dircé sur un torse cuirassé, considéré comme un fragment d'une statue commémorative d'Antoine qui aurait été par la suite reconvertie en l'honneur d'Auguste. Une analyse récente confirme que cette pièce appartient à l'époque d'Auguste et annule donc tout lien entre le Taureau Farnèse et le triumvirat. En outre, la forme verbale adoptée par Pline l'Ancien (« je mène », « je conduis d'un lieu à un autre ») n'implique pas qu'il s'agisse d'un transport forcé ; cela pourrait simplement signifier que les artistes de Tralles étaient actifs à Rhodes, où ils avaient leur atelier dans lequel ils ont réalisé le groupe.
On a toujours en général admis que le groupe principal du Taureau Farnèse dépendait d'un archétype réalisé à Pergame, peut-être comme déclaration explicite de l'affection qu'Eumène II et Attale II éprouvaient pour leur mère Apollonis de Cyzique. Cette hypothèse étant probable, le groupe serait alors une nouvelle et complexe élaboration d'un schéma iconographique créé peu de temps avant la fin de la première moitié du IIe siècle av. J.-C. La puissante capacité d'expression des sculptures de la cité d'Asie Mineure tend alors à se transformer, dans les groupes statutaires des artistes rhodiens, en une fastueuse théâtralité selon une conception qui semble plus se rapprocher de la mentalité des Romains, les véritables commanditaires, que de celle des Grecs. De par les sujets qu'elles traitent et leur caractère colossal, ce sont des œuvres bien plus adaptées à la décoration des luxueuses villas et des parcs romains.
Si, comme on le retient aujourd'hui, le Taureau Farnèse s'identifie au groupe réalisé par Apollonius et Tauriscus de Tralles, il répondrait à la volonté précise de modeler un milieu naturel de façon que le spectateur soit projeté dans un paysage mythique où nature et artifice sont confondus, où la nature imite l'art et où l'art imite la nature : une paraphrase figurative des Métamorphoses d'Ovide en quelque sorte. Il semble peu vraisemblable que l'Atrium Libertatis, siège officiel des censeurs reconstruit par Gaius Asinius Pollion après son triomphe sur le Illyriens en 39 av. J.-C. et donc destiné à des activités étatiques, ait pu contenir la myriade d'œuvres décrite par Pline l'Ancien, et encore moins dans une bibliothèque dont l'atrium fut décoré avec les imagines clipeatae des grands hommes de lettres. Pollion inséra donc, comme il est raisonnable de le supposer, des statues et/ou des bustes d'intellectuels dans l'Atrium Libertatis, et des personnages liés aux bois ou à l'eau dans les Horti.
Une inscription funéraire et un cippe de délimitation de propriété, ainsi que d'autres coïncidences significatives déjà observées par les cartographes de la Renaissance avant la fin de la restauration du Taureau Farnèse et de l'association de celui-ci au groupe d'Apollonius et Tauriscus de Tralles, semblent confirmer la localisation des Horti Asiniani dans la zone où furent par la suite érigées les thermes de Caracalla dont les motifs de la décoration auraient pu, de cette façon, reprendre l'ornementation sculpturale rassemblée par Pollion, y compris le Supplice de Dircé, si imposant et somptueux.

## Postérité
Le Taureau Farnèse, avec l'Hercule Farnèse, est montré dans le film Voyage en Italie de 1954. Henry Peacham dans The Complete Gentleman (édition de 1634) dit qu'il « dépasse toutes les autres statues du monde en termes de grandeur et de fabrication ».

## Galerie

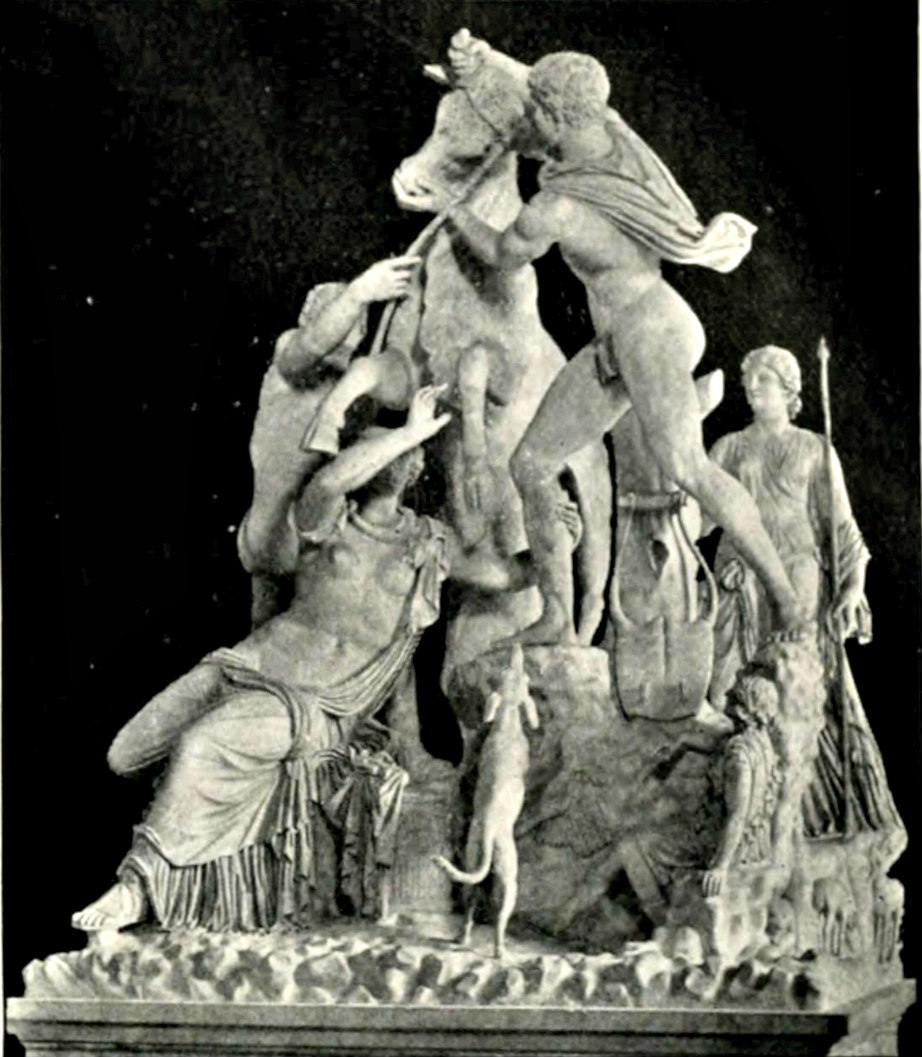
Le Taureau Farnèse tel qu’il a été décrit dans l’Encyclopædia Britannica (11e ed.), v. 12, 1911, Plate I, entre les p. 480 et 481 (ou p. 472 et 473 selon l'édition), fig. 51.
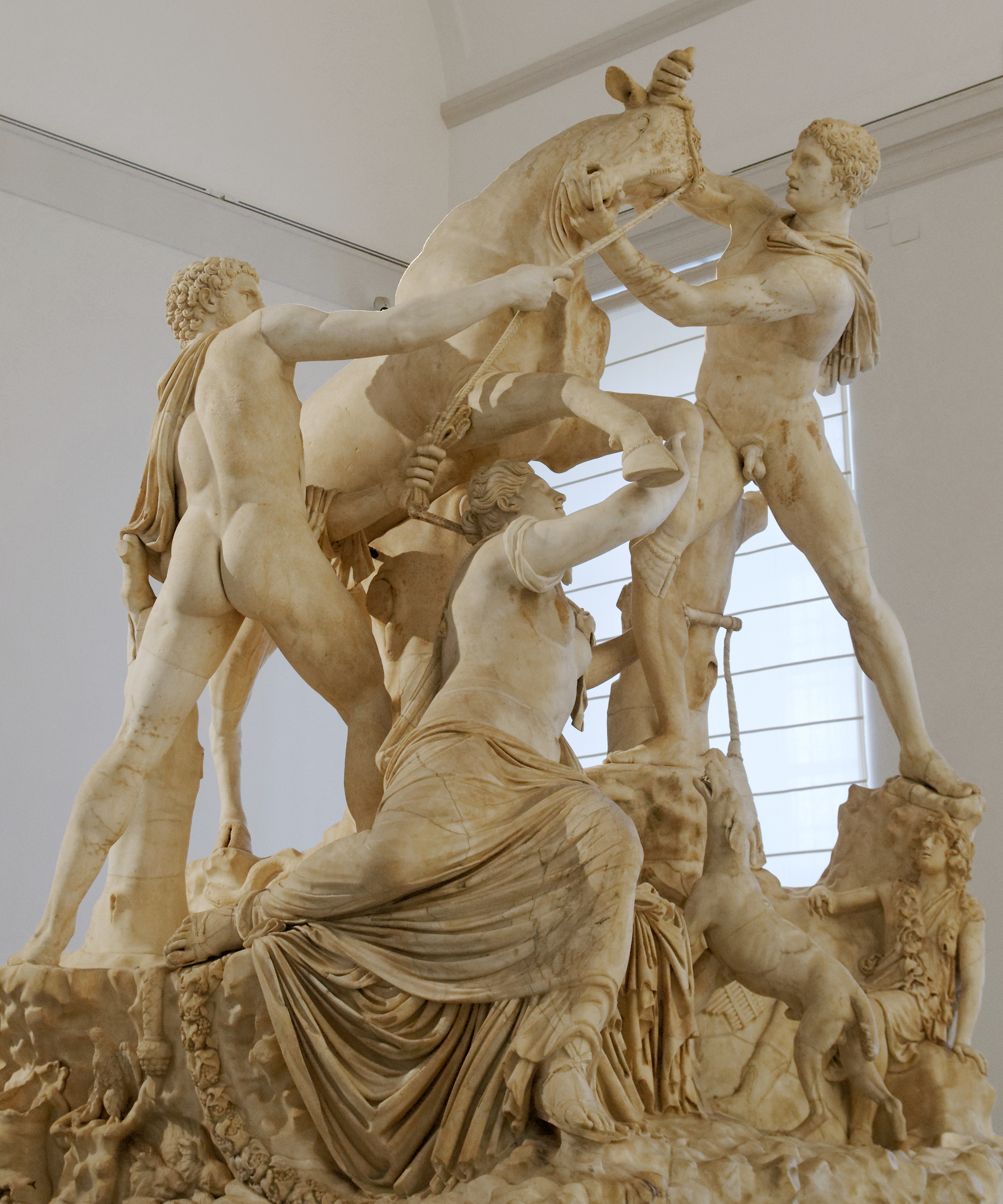
Vue de face oblique du Taureau Farnese. À noter que l’éclairage affecte grandement l’apparence du marbre.
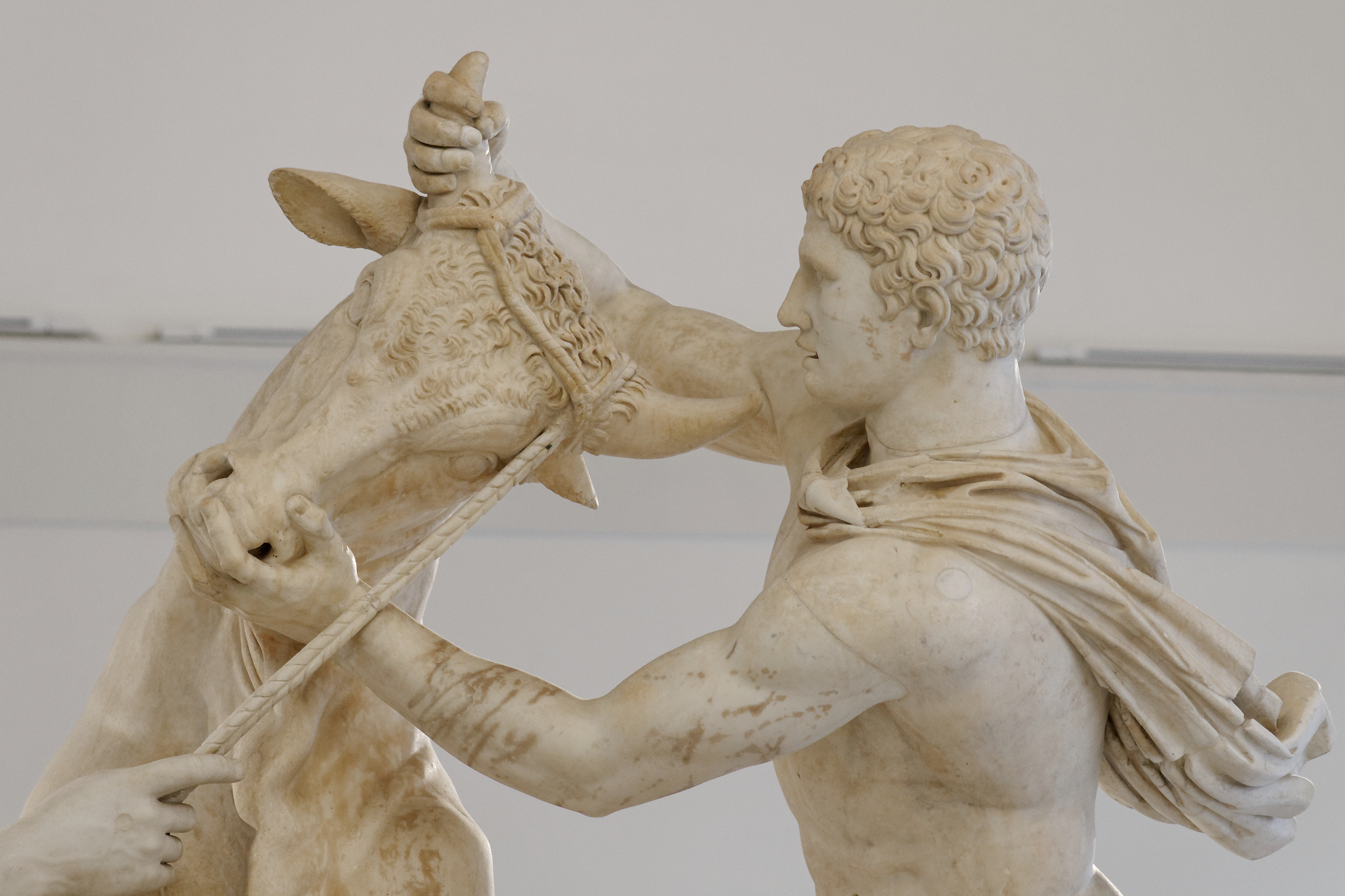
Vue détaillée de la tête du taureau et de la figure d'homme qui la tient par les cornes.
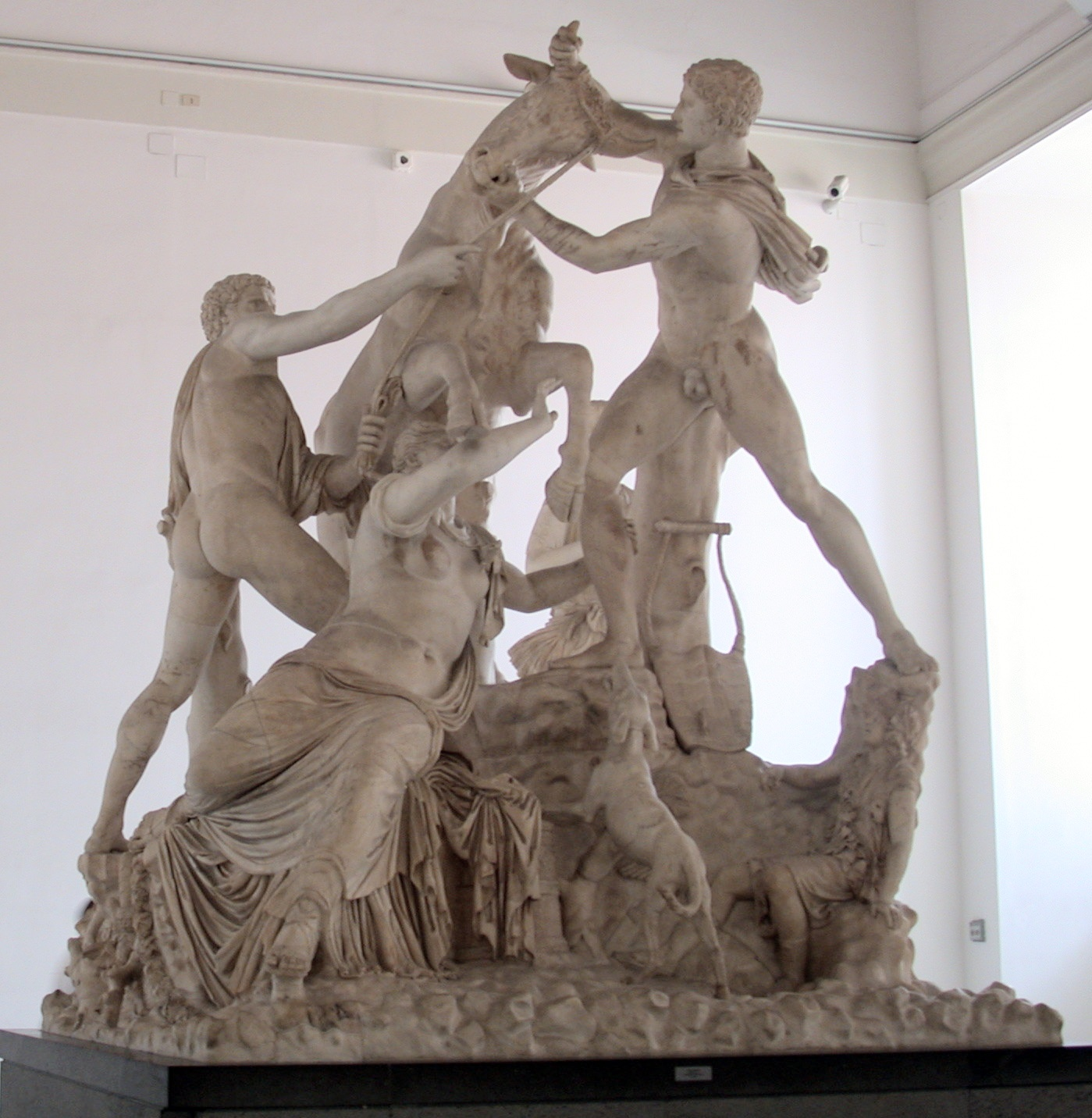
Vue de face, en grande partie en lumière naturelle.
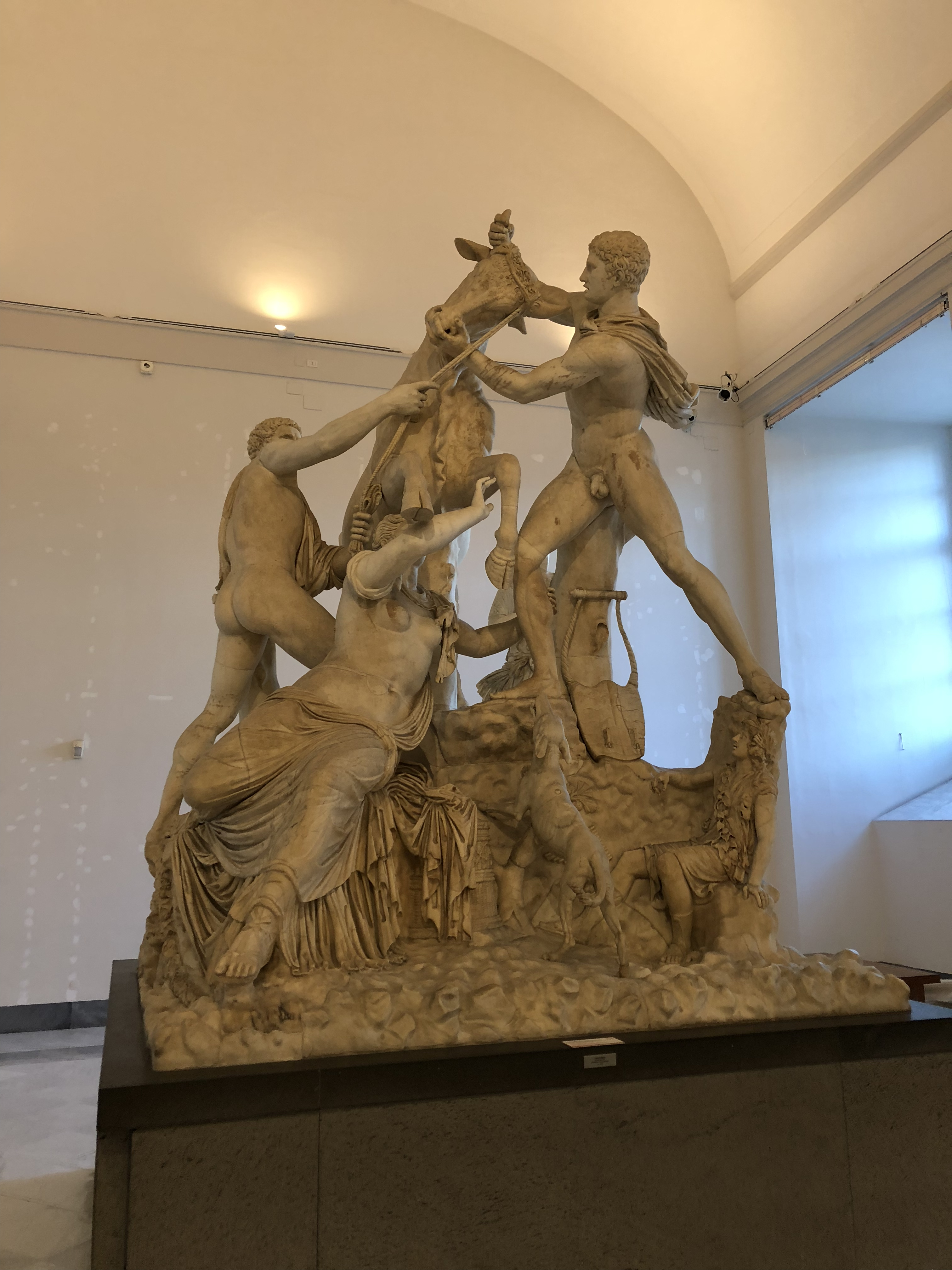
Vue de face, en utilisant principalement la lumière artificielle.
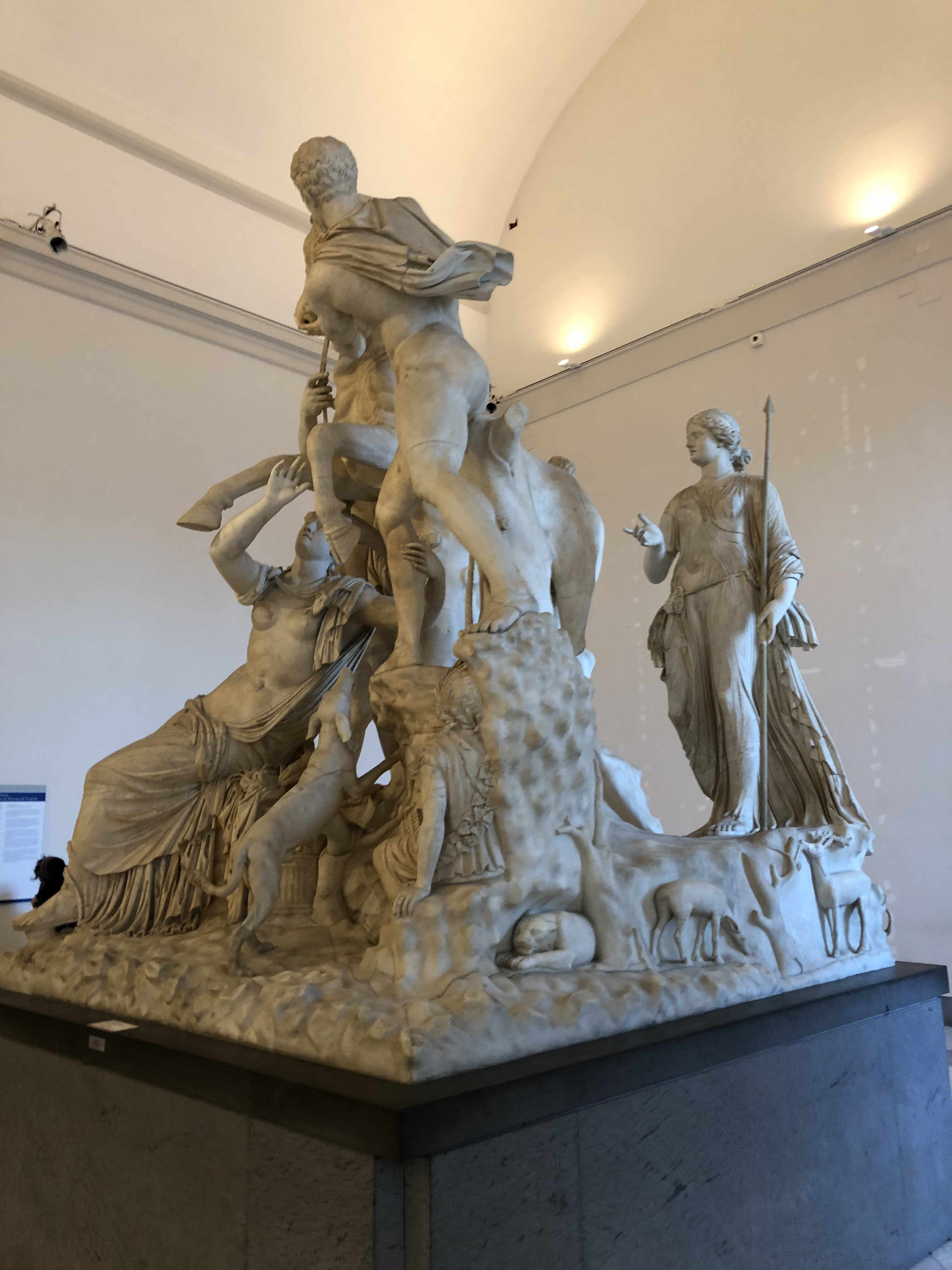
Vue latérale montrant une figure féminine debout qui est masquée lorsque l'œuvre est vue de face.
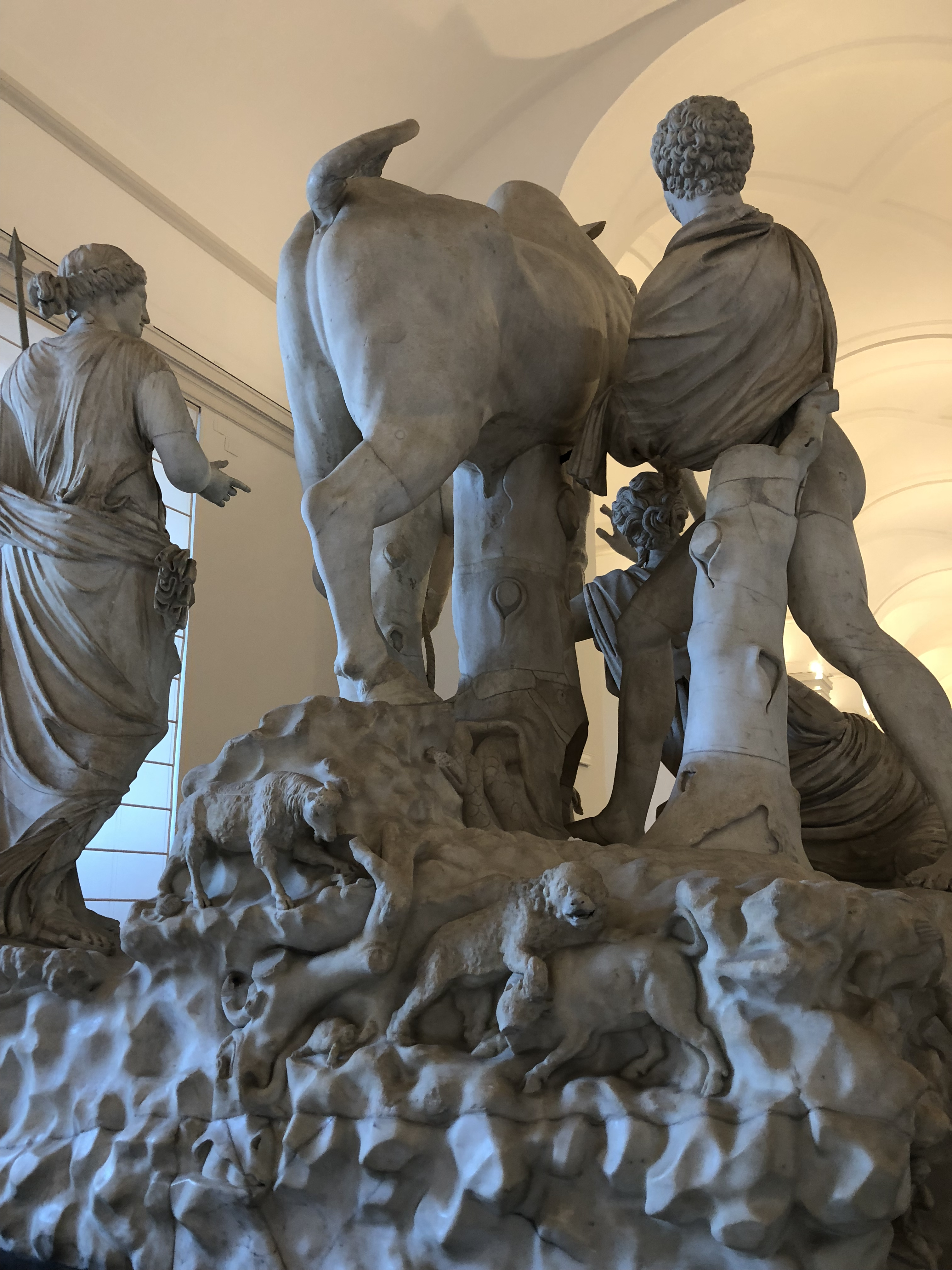
Vue de dos, montrant plus de détails de la base, le support pour l’une des figures masculines, et la figure féminine debout.
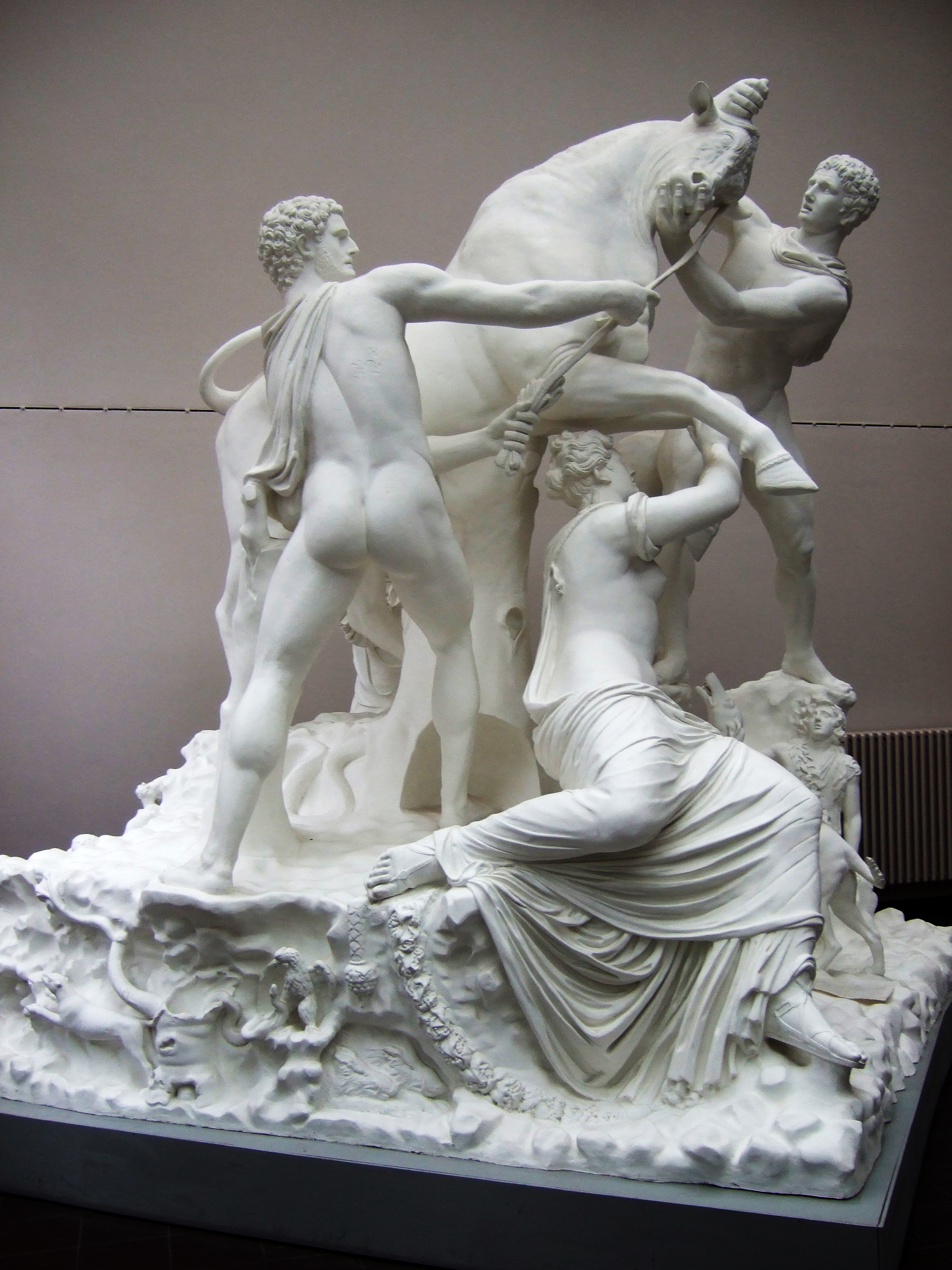
Moulage en plâtre, Berlin-Charlottenbourg, Allemagne.
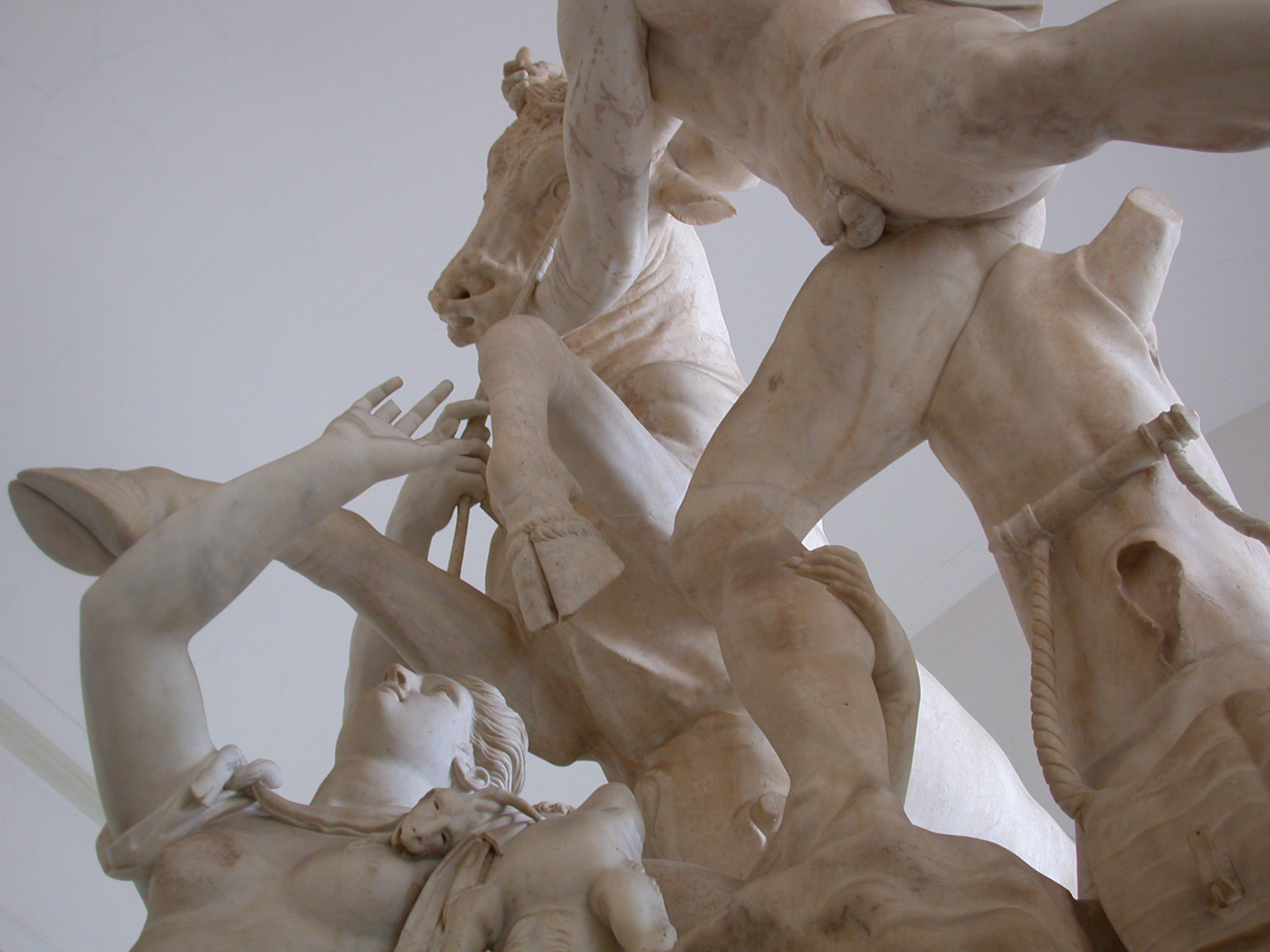
Détail de Dircé.
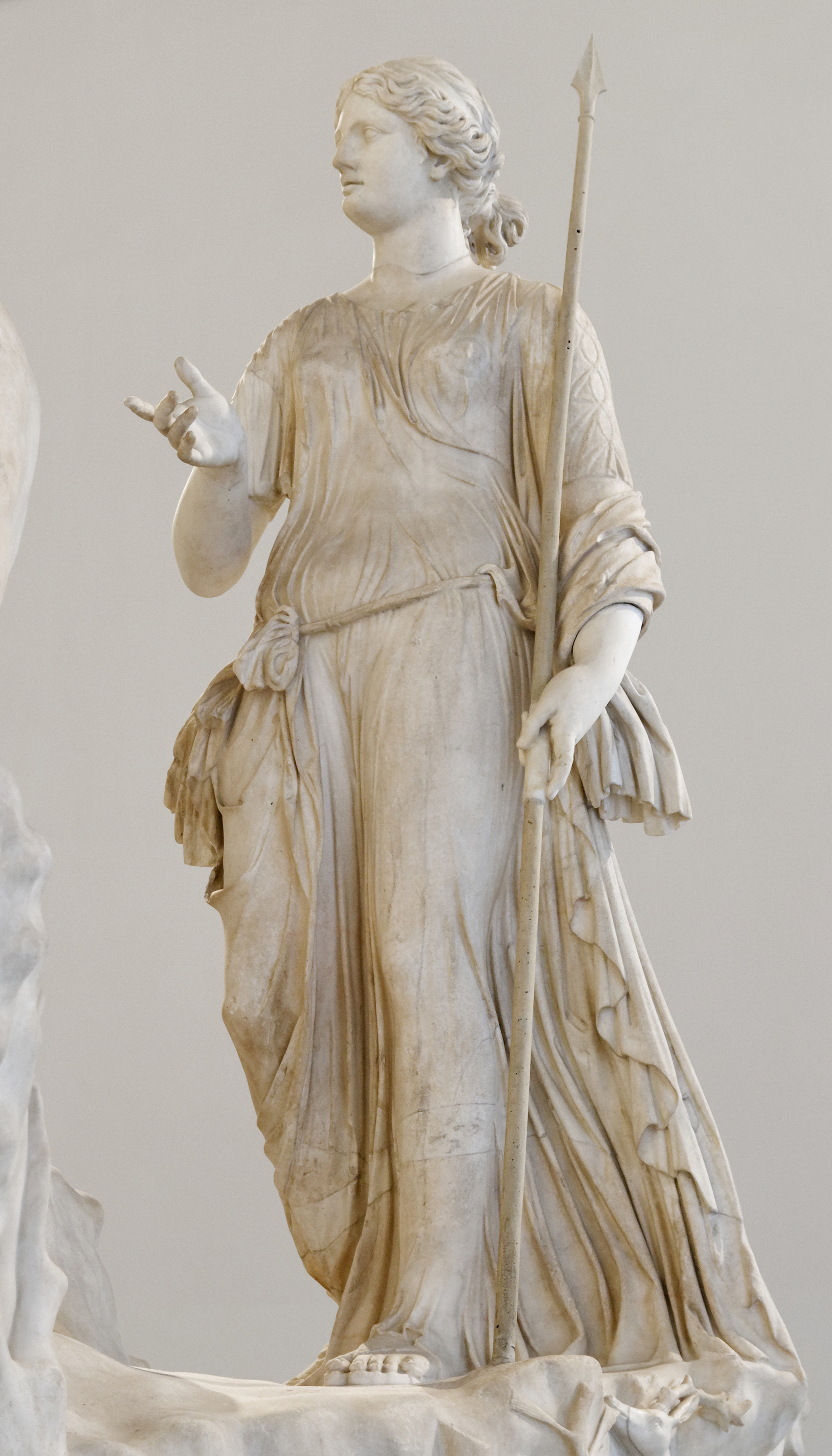
Antiope.